# Laetmonecticus nigrum
Laetmonecticus nigrum är en ringmaskart som beskrevs av Buzhinskaya 1986. Laetmonecticus nigrum ingår i släktet Laetmonecticus och familjen Laetmonectidae. Inga underarter finns listade i Catalogue of Life.